# 六氟合锡(IV)酸钡
六氟合锡(IV)酸钡是一种配位化合物，化学式为BaSnF6。它可由锡酸钡和氟气在高温反应得到，或由氟化钡、氟化铜和锡在高温反应制得。
红光体BaSnF6:Mn4+可由氟化氢、过氧化氢、锡、氟化钡和高锰酸钾反应得到。